# Magic in Your Eyes
«MaGic in youR Eyes» es un sencillo de Tomoko Kawase, el sexto sencillo de su alter ego Tommy february6, y el séptimo sencillo en su carrera en solitario. Fue lanzado el 11 de febrero de 2004.
"MaGic in YouR Eyes" fue el tema musical del dorama Okusama wa Majo, mientras que "I still love you boy" fue utilizado en los comerciales Torihoudai ¥100 de Hudson Soft.

## Lista de canciones
1. «MaGic in youR Eyes»
2. «I still love you boy»
3. «MaGic in youR Eyes» (Original Instrumental)
4. «I still love you boy» (Original Instrumental)